# مركز آل سلمة
آل سلمة: إحدى مراكز محافظة بلقرن. تقع في جنوب المحافظة على مسافة 25 كيلاً، ويقطنها 2299 نسمة.

## أنظر أيضًا
- آل قيسة
- آل مرسان
- آل مسلمة